# اغرام
اغرام (به عربی: آغرام) یک شهرداری در الجزایر است که در استان بجایه واقع شده‌است. اغرام ۵۰٫۱۱ کیلومتر مربع مساحت و ۱۶٬۸۷۸ نفر جمعیت دارد.